# Hilarimorpha
Hilarimorpha Schiner, 1860, è un genere di Insetti dell'ordine dei Ditteri (Brachycera: Asiloidea). Di collocazione sistematica incerta e dibattuta, per oltre un secolo si è condivisa solo l'appartenenza fra i Brachiceri inferiori (Orthorrhapha); negli ultimi decenni, tuttavia, prevale la tendenza a trattare questo genere come unico appartenente, fra le forme viventi, alla famiglia Hilarimorphidae. La stessa famiglia comprende anche un genere estinto, Hilarimorphites, comprendente alcune specie del Cretaceo.

## Descrizione
Gli adulti hanno un corpo di aspetto robusto ma di piccole dimensioni, lungo 2-7 mm, con livrea scura e poco appariscente.
Il capo è oloptico nei maschi, dicoptico nelle femmine, provvisto di tre ocelli. Le antenne sono di tipo aristato, con terzo articolo di forma ovale o conica, schiacciato lateralmente, portante uno stilo biarticolato.
Il torace è ampio e moderatamente convesso. Lo scutello presenta una fila di setole lungo il margine posteriore. Le zampe hanno tibie prive di speroni e tarsi provvisti di pulvilli ma privi del processo mediano (arolio o empodio). Le ali sono ialine, presentano una regione anale pronunciata e l'alula moderatamente sviluppata.
L'addome ha un profilo posteriore ampio e arrotondato nel maschio, affusolato nella femmina.
La nervatura alare presenta una struttura e una morfologia semplificata e presenta diverse analogie con quella dei Mythicomyiidae, in particolare per l'assenza della cellula discale. La costa si estende sull'intero margine, la radio si divide in quattro rami, con R2+3 indivisa, e la media in tre, con M3+4 indivisa. Il ramo R5 termina in corrispondenza dell'apice dell'ala e il ramo M1 è leggermente ricurvo con concavità rivolta posteriormente. La cubito e l'anale convergono in corrispondenza del margine. Manca, come si è detto, la cellula discale.
Gli stadi giovanili sono del tutto sconosciuti e poco si sa della biologia degli adulti. Si rinvengono in genere fra la vegetazione riparia presso corsi d'acqua e stagni.

Schema della nervatura alare.
Nervature longitudinali: C: costa; Sc: subcosta; R: radio; M: media; Cu: cubito; A: anale.
Nervature trasversali: h: omerale; r-m: radio-mediale; m-cu: medio-cubitale.
Cellule: br: 1ª basale; bm: 2ª basale; cup: cellula cup.

## Sistematica

### Inquadramento tassonomico
La posizione sistematica del genere Hilarimorpha fu incerta fin dalla sua descrizione, effettuata da SCHINER (1860): inizialmente, l'Autore classificò il genere nella famiglia degli Empididae, ma in seguito corresse la sua classificazione attribuendo il genere alla famiglia dei Rhagionidae. L'appartenenza agli Empididae fu tuttavia perorata, negli anni successivi, da MIK (1881) e WILLISTON (1888), malgrado ribadissero l'incertezza dovuta alla mancata conoscenza degli stadi preimmaginali.
Nella complessa storia della tassonomia dei Ditteri, la posizione sistematica di Hilarimorpha restò in uno stato di controversa e dibattuta incertezza anche per tutto il XX secolo, al punto che nelle pubblicazioni, alcuni ditterologi definiscono "enigmatico" questo genere. Prima dell'avvento della sistematica su base filogenetica, il genere trovò collocazione fra i Rhagionidae, fra i Therevidae o addirittura posizionato in una famiglia distinta, definita nel 1896 dallo stesso WILLISTON.
Con le più recenti revisioni, basate soprattutto sulle relazioni filogenetiche, si svilupparono tre differenti posizioni. Negli anni settanta, GRIFFITHS e HENNIG e successivamente WOODLEY, alla fine degli anni ottanta, inclusero il genere Hilarimorpha nella famiglia dei Bombyliidae. Agli inizi degli anni ottanta, con WEBB (1981) si riformulò l'ipotesi di trattare il genere in una famiglia propria, ma negli anni novanta SINCLAIR et al. (1994) collocarono Hilarimorpha nella famiglia dei Therevidae come genere incertae sedis. Fra le tre tesi, la meno accreditata è proprio quella di SINCLAIR e, per quanto si sottolinei la stretta correlazione filogenetica con i Bombilidi, attualmente prevale l'orientamento di separare il genere Hilarimorpha in una famiglia autonoma.

### Specie
Il genere comprende solo 31 specie descritte:
- H. abuta
- H. bumulla
- H. californica
- H. clavata
- H. cunata
- H. desta
- H. ditissa
- H. kena
- H. lamara
- H. lantha
- H. loisae

- H. mandana
- H. mentata
- H. mikii
- H. modesta
- H. nigra
- H. obscura
- H. orientalis
- H. parva
- H. pitans
- H. punata

- H. pusilla
- H. reparta
- H. rivara
- H. robertsoni
- H. sidora
- H. singularis
- H. stena
- H. tempa
- H. tristis
- H. ussuriensis

## Distribuzione
Il genere è rappresentato solo nell'emisfero boreale, con un areale che comprende il Neartico, il Paleartico e l'Indomalesia. La maggior parte delle specie si concentra nel Nordamerica fra i territori degli USA e del Canada, con una sola specie presente in Alaska.
Solo cinque specie sono presenti nell'Eurasia. Nell'Europa centrale sono segnalate H. tristis e H. singularis. Quest'ultima, prima specie del genere, descritta SCHINER (1860), è stata segnalata anche nella Columbia Britannica da WEBB (1974). Le specie asiatiche sono H. ussuriensis, segnalata in Siberia, H. nigra, in Giappone, e infine H. orientalis, unica specie indomalesiana, segnalata nelle Filippine.